# ディーン・ウィンタース
ディーン・ウィンタース（Dean Winters, 1964年7月20日 - ）はアメリカ合衆国ニューヨーク州出身の俳優である。

## 略歴
テレビ出演が多く、コメディから犯罪ドラマまで幅広く活躍している。HBO制作ドラマ『OZ/オズ』では実の弟スコット・ウィリアム・ウィンタースと兄弟役で共演している。

## 出演作品

### 映画
- 陰謀のセオリー Conspiracy Theory (1997)
- P.S.アイラヴユーPS,I Love You (2007)
- Winter of Frozen Dreams (2009)
- ジョン・ウィック John Wick (2014)
- ファーザー・オブ・ザ・イヤー Father of the Year (2018)
- パーマー Palmer (2021)

### テレビ
- ホミサイド/殺人捜査課 Homicide:Life on the Street (1995-1996)
- NYPDブルー NYPD Blue (1996)
- ミレニアム Millennium (1997-1999)
- OZ/オズ OZ (1997-2003)テレビシリーズ
- セックス・アンド・ザ・シティ Sex and the City (1999)
- サタデー・ナイト・ライブ Saturday Night Live (1999)
- LAW & ORDER:性犯罪特捜班 Law & Order:Special Victims Unit (1999-2000、2012-2014、2017-2018)
- サード・ウォッチ Third Watch (2002)
- トワイライト・ゾーン The Twilight Zone (2002)
- レスキュー・ミー NYの英雄たち Rescue Me (2004-2007、2009、2011)
- CSI:マイアミ CSI:Miami (2005)
- 30 rock 30Rock (2006、2008-2012)
- LAW & ORDER:犯罪心理捜査班 Law & Order:Criminal Intent (2008)
- ターミネーター サラ・コナー・クロニクルズTerminator The Sarah Connor Chronicles (2008-2009)
- ニューヨーク1973/LIFE ON MARS Life On Mars (2008-2009)
- ブルックリン・ナイン-ナイン　Brooklyn Nine-Nine (2013-2015、2017)
- バトル・クリーク 格差警察署　Battle Creek (2015)
- DIVORCE/ディボース Divorce (2016-2018)
- アメリカン・ゴッズ American Gods (2019)